# Den gyldne middelvej
Buddha indså, efter at have levet i total begæropfyldelse (luksus) og total forsagelse (askese), at et sted midtimellem er den klingende harmoni, den gyldne middelvej.
Der findes altså to yderpunkter, som man skal holde sig fra, da de begge giver karma.
Det ene yderpunkt er, at man hengiver sig til et liv i luksus, et behageligt liv i nydelse. Dette er et lavt liv, uædelt og unyttigt.
Det andet yderpunkt er, at man hengiver sig til et liv i selvpinsler. Dette er et bedrøveligt liv, uædelt og uværdigt.
Hvis man kan undgå disse to yderpunkter, og erkende den gyldne middelvej ligesom Buddha, vil den bringe indsigt, som fører til fuld sindsro, til fuldkommen erkendelse og derved til nirvana.
Den gyldne middelvej er beskrevet ved Den ædle otteledede vej.
Denne buddhistiske lære stammer fra Benares-talen, der var den første prædiken, Buddha holdt efter sin oplysning.